# Брејденвил (Пенсилванија)
Брејденвил (енгл. Bradenville) насељено је место без административног статуса у америчкој савезној држави Пенсилванија.

## Демографија
По попису из 2010. године број становника је 545.
| Група             | 2000.    | 2010.       |
| Белци             | 0 (0,0%) | 536 (98,3%) |
| Афроамериканци    | 0 (0,0%) | 4 (0,7%)    |
| Азијати           | 0 (0,0%) | 1 (0,2%)    |
| Хиспаноамериканци | 0 (0,0%) | 4 (0,7%)    |
| Укупно            | 0        | 545         |